# ابن حكينا البغدادي
أبو محمد الحسن بن أحمد بن محمد بن حكينا (؟؟؟ - ~ 529 هـ/1135 م) يُعرَف أكثر بابن حكينا البغدادي، ويُلقَّب بالبرغوث. هو شاعر عربي من بغداد عاش في القرن السادس الهجري. لم ينظم ابن حكينا قصائد طوال، وأكثر شعره في مقطوعات قصيرة، وتناول في شعره الغزل والهجاء. واشتهر بهجاءه لابن الشجري ومحمد الحريري، وهو من الشعراء الظرفاء الخلعاء، عاش فقيراً، وتوفِّي قرابة 529 هـ أو 528 هـ.